# Наличник (біологія)

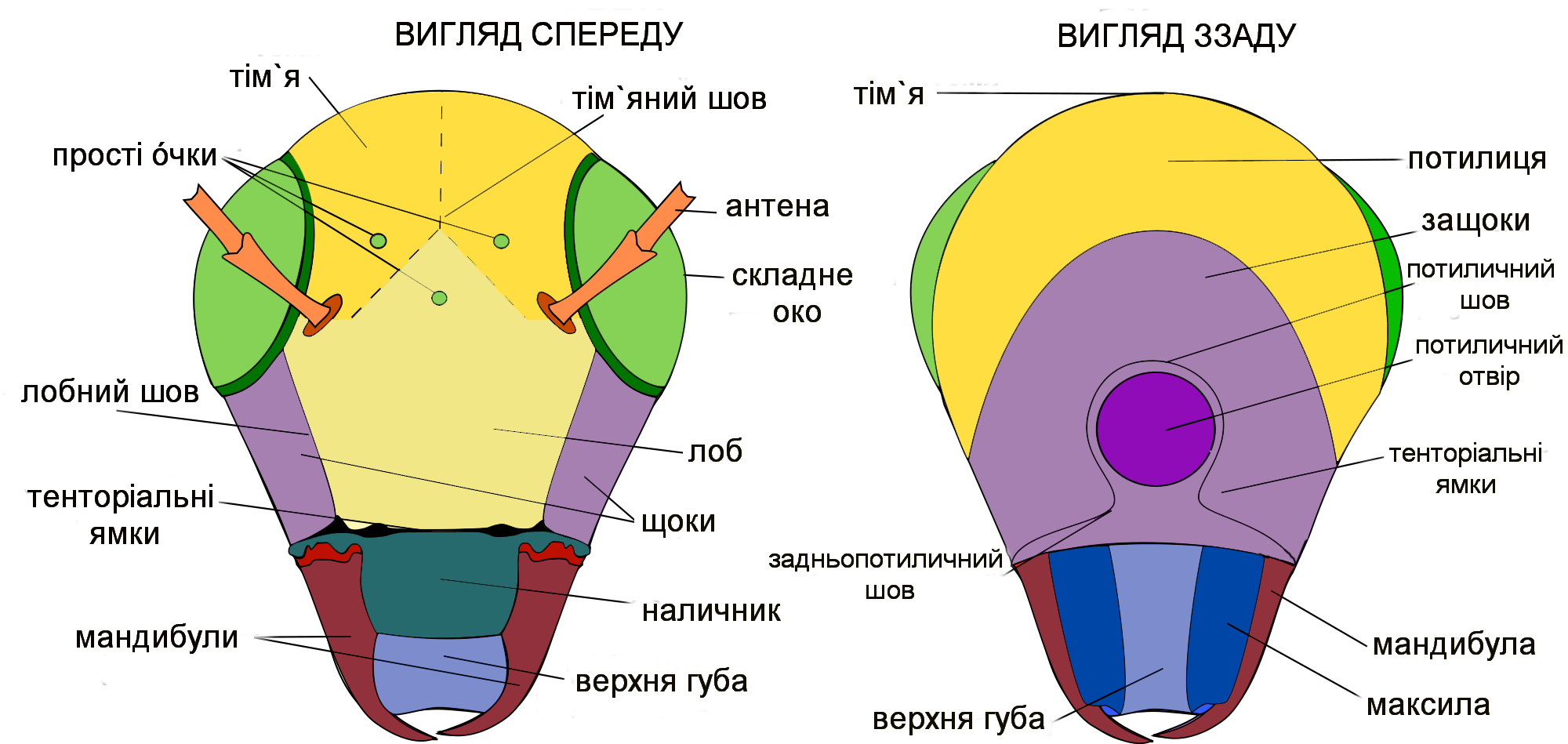
Схема голови комах. Наличник позначено зелено-синім

Наличник, також кліпеус (лат. clypeus) — назва одного зі склеритів, що формують голову членистоногих. У нижній частині рухомо чи нерухомо з'єднаний з верхньою губою (labrum); разом з нею наличник визначає межі нижньої частини голови. Мандибули, що приєднуються до labrum, не стикаються з наличником. Верхня межа наличника лежить нижче основ антен. Він має трапецієподібну чи прямокутну форму, з боків і зверху обмежений помітними борознами.
У представників надродини Cicada виділяють задній наличник (clypeus posterior), який має носоподібну форму й утворює значну передньої частини голови цих комах.
У павуків наличником зазвичай називають ділянку між переднім краєм карапакса й передніми очима.
Посткліпеус — верхня або проксимальна частина наличника у деяких комах.